# Террі Волш (хокеїст на траві)
Террі Волш (англ. Terry Walsh, 20 листопада 1953) — австралійський хокеїст на траві.
Срібний призер Олімпійських Ігор 1976 року, учасник 1984 року.